# Westbrook (Maine)
Westbrook è una città di 20 400 abitanti degli Stati Uniti d'America, situata nella Contea di Cumberland nello Stato del Maine.